# Takuya Wada
Takuya Wada (和田 拓也, Wada Takuya) est un footballeur japonais né le 28 juillet 1990. Il évolue au poste de défenseur.

## Biographie
Il participe à la Ligue des champions d'Asie en 2013 avec le club du Vegalta Sendai.

## Palmarès
- Champion du Japon de D2 en 2015 avec l'Omiya Ardija

- Avec le  Yokohama F. Marinos 
  - Champion du Japon en 2019